# Las Palomas Santa Ana Nichi
Las Palomas Santa Ana Nichi är en ort i kommunen San Felipe del Progreso i delstaten Mexiko i Mexiko. Samhället hade 983 invånare vid folkräkningen 2020.